# Mercedes-Benz O321H
Mercedes-Benz O321H — туристичний автобус середнього класу виробництва Mercedes-Benz.

## Опис
Автобус Mercedes-Benz O321H виробляється з грудня 1954 року в Німеччині, Аргентині та Греції. У 1956 році в модельний ряд увійшла подовжена на 1,5 метра модифікація O 321 H-L. вхідні двері автобуса — механічні розпашні або автоматичні ширмові. Місткість автобуса модифікації O321H становила від 26 до 46 місць, O 321 H-L — від 36 до 48 місць. У 1957 і 1961 роках модель пройшла фейсліфтінг. Зовні автобус нагадує українську модель ЛАЗ-695. Вгорі салону присутні багажні полиці у вигляді сітки. Виробництво завершилося в 1970 році.